# Victor Bruce, 9:e earl av Elgin
Victor Alexander Bruce, 9:e earl av Elgin och 13:e earl av Kincardine, född 16 maj 1849 i Montréal, död 18 januari 1917 på familjegodset i Dunfermline, var en brittisk statsman.

## Biografi
Bruce tillhörde i enlighet med sin släkts whigtraditioner det liberala partiet, inträdde våren 1886 som hovskattmästare och minister för offentliga arbeten i Gladstones tredje ministär, men avgick med denna redan i augusti samma år. Viktor Alexander Bruce var son till James Bruce, 8:e earl av Elgin, som var generalguvernör för Kanada och vicekung av Indien. 
Bruce var 1894-1899 vicekung i Indien och inlade därunder mycken kraft vid bekämpande av de pestepidemier och den svåra hungersnöd, som dessa år hemsökte Indien. Under hans ämbetstid verkställdes 1899 Indiens övergång till guldmyntfot. Bruce var sedan upprepade gånger ordförande i viktiga kungliga kommissioner (undersökningskommissionen om det sydafrikanska kriget 1902-1903, kommissionen om den skotska kyrkokrisen 1904-05).